# Johann Jakob Trog
Johann Jakob Trog (Olten, 19 aprile 1807 – Basilea, 7 gennaio 1867) è stato un politico svizzero.

## Biografia
Figlio di Johann Georg Trog, commerciante di vino e segretario, e di Johanna Lüthi. Frequentò la scuola abbaziale di Einsiedeln e studiò da autodidatta. Nel 1827 sposò Anna Maria Frei, figlia di Urs Josef Frei, commerciante di tessuti. Nel 1830 partecipò alla Rigenerazione. Fu membro del Gran Consiglio solettese dal 1831 al 1853, e presidente dal 1841 ad anni alterni, poi fu dal 1841 al 1853 presidente del tribunale distrettuale di Olten-Gösgen. A livello nazionale fu inviato alla Dieta federale nel 1832, 1840 e 1848, Consigliere nazionale dal 1848 al 1857 e presidente nel 1852, e poi giudice del Tribunale federale dal 1852 al 1856, e poi vicepresidente e presidente nel 1854.
Promotore della Società ferroviaria Basilea-Olten, nel 1846 fu tra i fondatori della prima Ferrovia centrale svizzera. Nel 1853 si trasferì a Basilea, dove fu membro del consiglio di amministrazione e direttore della neofondata Ferrovia centrale svizzera fino alla morte. In Gran Consiglio lottò con successo per il riscatto delle decime e dei censi fondiari nel canton Soletta.